# Corynoneura fittkaui
Corynoneura fittkaui är en tvåvingeart som beskrevs av Schlee 1968. Corynoneura fittkaui ingår i släktet Corynoneura och familjen fjädermyggor. Arten har ej påträffats i Sverige. Inga underarter finns listade i Catalogue of Life.